# HMS Teazer (R23)
«Тізе» (англ. HMS Teazer (R23) — військовий корабель, ескадрений міноносець типу «T» Королівського військово-морського флоту Великої Британії часів Другої світової війни.
Есмінець брав участь у бойових діях на морі в Другій світовій війні, переважно бився на Середземному морі та в Атлантичному океані. За проявлену мужність та стійкість у боях бойовий корабель заохочений чотирма бойовими відзнаками.

## Історія створення
Ескадрений міноносець «Тізе» закладений 20 жовтня 1941 року на верфі компанії Cammell Laird у Беркенгеді. 24 березня 1943 року він був спущений на воду, а 30 жовтня 1943 року увійшов до складу Королівських ВМС Великої Британії.

## Історія служби

### 1944
Наприкінці липня 1944 року есмінець входив до оперативної групи флоту 88.1 (англ. Task Group 88.1), що готувалася до вторгнення у південній Франції і забезпечувала висадку морського десанту між містами Тулон та Канни.

### 1945
6 липня есмінець «Тізе» увійшов до складу угруповання флоту, що діяло проти японських військово-морських сил. Так, 17 липня кораблі та авіація союзників атакували цілі в Токіо та Йокогамі.